# Anyphaena andina
Anyphaena andina là một loài nhện trong họ Anyphaenidae.
Loài này thuộc chi Anyphaena. Anyphaena andina được Ralph Vary Chamberlin miêu tả năm 1916.